# NBA Jam: Tournament Edition
 (novembre 2018).
Si vous disposez d'ouvrages ou d'articles de référence ou si vous connaissez des sites web de qualité traitant du thème abordé ici, merci de compléter l'article en donnant les références utiles à sa vérifiabilité et en les liant à la section « Notes et références ».
NBA Jam: Tournament Edition est un jeu vidéo de basket ball sorti en 1994 sur arcade, puis porté sur Mega Drive, Super Nintendo et Game Gear, et en 1995 sur PC, Game Boy, PlayStation, Saturn, 32X et Jaguar. Le jeu a été développé par Midway et édité par Acclaim Entertainment.
Il fait partie de la série NBA Jam, dont il est le second épisode.